# Julia Kröhn

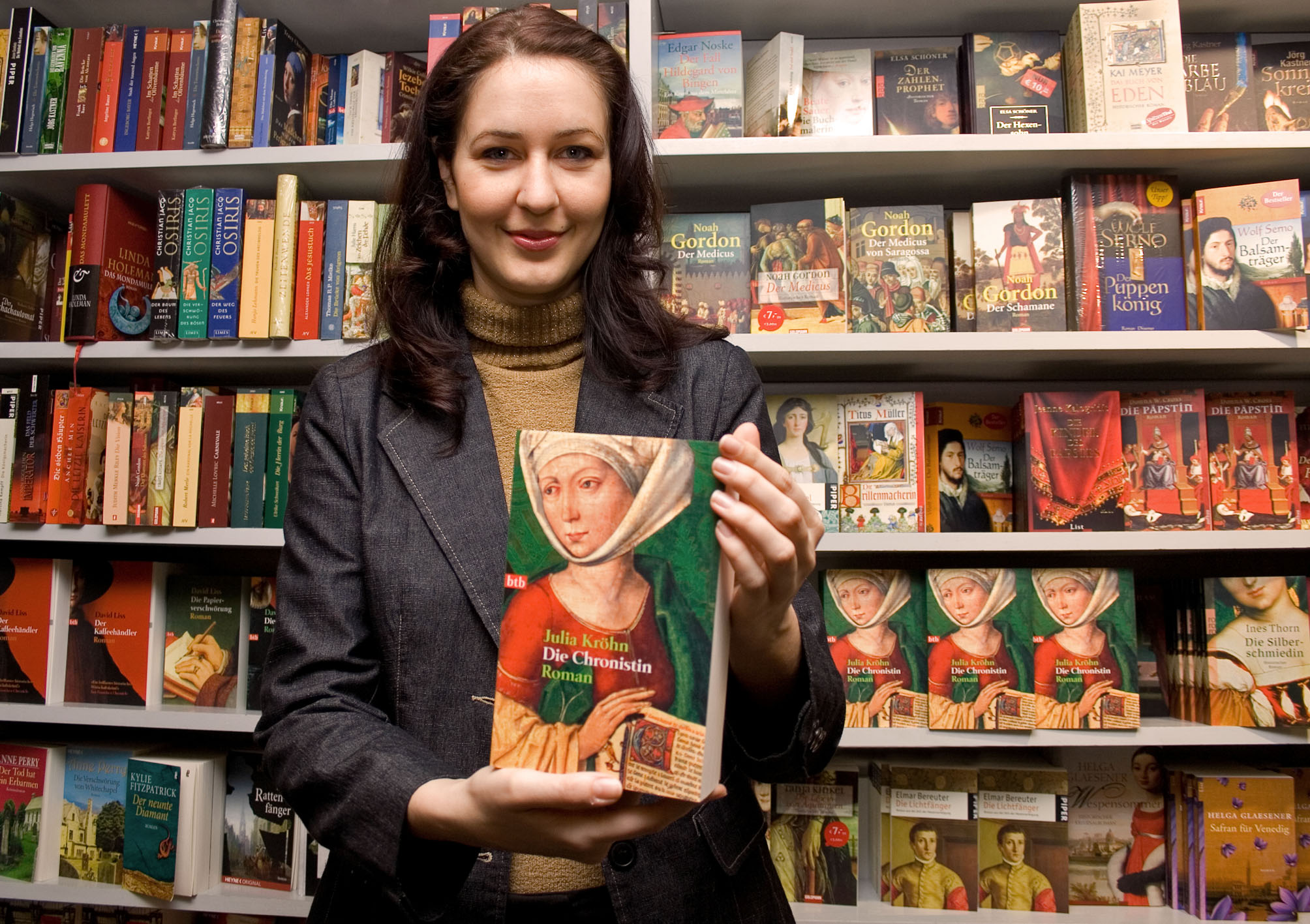
Julia Kröhn, Januar 2007

Julia Kröhn (* 1975 in Linz, Österreich) ist eine österreichische Romanautorin.

## Leben
Kröhn ist die Tochter von zwei Gymnasiallehrern. Sie studierte Geschichte, Philosophie, Theologie und Religionspädagogik. Kröhn schreibt Genreliteratur: Historische Romane, Familiensagas, romantische Fantasyliteratur, Kinder- und Jugendbücher. Bis zum Frühjahr 2021 veröffentlichte sie bereits 42 Bücher, wobei sie jedes Genre unter einem anderen Pseudonym schreibt. Sie verwendet, neben weiteren, die Namen Sophia Cronberg, Leah Cohn; Carla Federico; Katharina Till; Kiera Brennan; Kristin Adler; Catherine Aurel; Klara Jahn. Zu jeder ihrer Identitäten verwenden die jeweiligen Verlage ein anderes Autorenfoto.
Kröhn arbeitet außerdem als Fernsehjournalistin und ist seit 2013 Gastdozentin Kreatives Schreiben an der Universität Salzburg.
Sie wohnt mit ihrer Tochter (* 2011) und ihrem Lebensgefährten in Frankfurt-Nied.

## Auszeichnungen
In der Kategorie Publikumspreis erhielt Kröhn 2010 für Im Land der Feuerblume unter ihrem Pseudonym Carla Federico den Corine Buchpreis.

## Werke

### Normannentrilogie
- Tochter des Nordens, Bastei-Lübbe Verlag Köln, 2011, ISBN 978-3-404-16582-7
- Kinder des Feuers, Bastei-Lübbe Verlag Köln, 2013, ISBN 978-3-404-16738-8
- Meisterin der Runen, Bastei-Lübbe Verlag Köln, 2013, ISBN 978-3-404-16932-0

### Sonstige
- Deborah, Resistenz-Verlag, Linz 2001, ISBN 3-85285-064-9
- Engelsblut, btb Verlag München 2005, ISBN 3-442-73339-1
- Die Chronistin, btb Verlag München 2006, ISBN 3-442-73591-2
- Die Regentin, btb Verlag München, 2007, ISBN 3-442-73658-7
- Die Tochter des Ketzers, btb Verlag München, 2007, ISBN 3-442-73709-5
- Das Geständnis der Amme, btb Verlag München, 2008, ISBN 3-442-73861-X
- Die Gefährtin des Medicus, btb Verlag München, 2009, ISBN 3-442-73900-4
- Carla Federico: Im Land der Feuerblume. Roman.  Knaur Taschenbuch Verlag, München 2010, ISBN 978-3-426-50439-0
- Sophia Cronberg: Die Lilieninsel. Fischer Verlag, Frankfurt 2014, ISBN 978-3-596-19639-5
- Sophia Cronberg: Das Efeuhaus. Fischer Verlag, Frankfurt 2012, ISBN 978-3-86365-202-9
- Sophia Cronberg: Der Palazzo am See. Fischer Verlag, Frankfurt 2015, ISBN 978-3-596-19851-1
- Kiera Brennan: Die Herren der Grünen Insel. Blanvalet Verlag, München 2016, ISBN 978-3-7341-0140-3
- Kiera Brennan: Der Thron der Wölfe. Blanvalet Verlag, München 2017, ISBN 978-3-7645-0583-7
- Riviera – Der Traum vom Meer. Blanvalet Verlag, München 2020, ISBN 978-3-7341-0808-2.
- Riviera – Der Weg in die Freiheit. Blanvalet Verlag, München 2020, ISBN 978-3-7341-0809-9.
- Die Alster-Schule – Zeit des Wandels. Blanvalet Verlag, München 2021, ISBN 978-3-7341-0964-5.
- Die Alster-Schule – Jahre des Widerstands. Blanvalet Verlag, München 2021, ISBN 978-3-7341-0965-2.
- Die Gedanken sind frei. Blanvalet Verlag, München 2023, ISBN 978-3-7341-1098-6.
- Die Welt gehört uns. Blanvalet Verlag, München 2023, ISBN 978-3-7341-1099-3.
- Der Pakt der Frauen. Heyne, München 2024, ISBN 978-3-453-27421-1.